# Кырхляр
Кырхляр (дословно — «сорок») — старое и почитаемое кладбище в городе Дербенте, в Республике Дагестан. Старейшее действующее мусульманское кладбище в России.

## Описание
Расположено на расстоянии менее километра к северу от ворот Кырхляр-капы.
Кладбище ограждено двухметровой двухъярусной оградой из хорошо отесанных камней, по-видимому, неоднократно перестраивавшейся. С северной стороны ограды устроен входной портал.
Кирхляр является частью северного городского кладбища. Кладбище состоит из двух примыкающих друг к другу длинными сторонами прямоугольников с большим и малым отсеками. В большой отсеке расположены три ряда древних сундукообразных надгробий в количестве 40 штук, а меньший отсек состоит из одного ряда. Надгробия представляют собой саркофаги размерами до 3,2 метра длиной, высотой — 80 см, шириной — 70 см и толщиной — 10-12 см. Внутри большого отсека имеется небольшое прямоугольное сооружение высотой 185 см. Сооружение завершается куполком, а также имеет арочную нишу для приношений.

## История
Согласно средневековым арабским источникам и местной исторической хронике «Дербент-наме» это захоронение связано с первым походом арабов на Кавказ под предводительством Салмана ибн Рабиа аль-Бахили. В ходе дальнейшего наступления в пределы Западно-тюркского каганата часть арабского войска полегла в битве, и среди них 40 сподвижников (сахабов) пророка Мухаммaдa (с.т.а.в). Эти погибшие 40 сподвижников похоронены на кладбище Кырхляр, от чего происходит и название кладбища. В последующие века кладбище постоянно расширялось. Как место захоронения мучеников (шахидов), оно стало местом паломничества (зиярат) мусульман.
На кладбище похоронены предки азербайджанского историка архитектуры Шамиля Фатуллаева-Фигарова (1928—2015), в том числе и его дед Мамед-Наби Фигаров.